# 元容均
元 容均（ウォン・ヨンギュン、朝鮮語: 원용균、1892年12月24日 - 没年不詳）は、日本統治時代の朝鮮および大韓民国の政治家。隅川面長、横城面長、制憲韓国国会議員を務めた。本貫は原州元氏。創氏改名後は元村容均または元村栄甫を名乗った。

## 経歴
江原道横城郡隅川面出身。漢文修学を経て私立花城学校・益城学校卒。1912年以降は横城郡青龍面書記、横城郡隅川面長・横城面長、横城金融組合組合長、横城水利組合組合長、隅川面自治委員会委員長、横城郡行政顧問、立法議院議員、大韓独立促成国民会隅川面支部長、横城郡選出の国会議員を務めた。また、財団法人横城幼稚園も経営した。